# Panzer-Brigade 101
Die Panzer-Brigade 101 war während des Zweiten Weltkriegs ein gepanzerter Kampfverband der Wehrmacht.

## Geschichte
Die Panzer-Brigade 101 wurde erstmals Anfang Juni 1941 durch den Wehrkreis XII in Frankreich beim AOK 1 aufgestellt. Hierfür wurde der Mitte Mai 1941 eingerichtete Arbeitsstab für die Aufstellung von Beute-Panzerverbänden herangezogen. Am 21. September 1941 bildeten die bereits aufgestellten Teile der Panzer-Brigade 101 den Stab der 23. Panzer-Division und die Panzer-Brigade 101 wurde wieder aufgelöst.
Am 11. Juli 1944 erging ein OKH-Befehl zur Neuaufstellung von zehn Panzer-Brigaden. Im Zuge dessen wurde auch die Panzer-Brigade 101 erneut aufgestellt und sollte bis spätestens Mitte August 1944 kampfbereit sein.
Die Aufstellung begann am 21. Juli 1944 im Wehrkreis I. Im August 1944 war die Panzer-Brigade 101 als Gruppe Oberst von Lauchert in der Armeeabteilung Narwa bei der Heeresgruppe Nord in Estland eingesetzt. Es folgte im September 1944 als Panzer-Verband Lauchert die Unterstellung unter das I. Armeekorps der 16. Armee bei der Heeresgruppe Nord in Litauen. Im Oktober 1944 wurde die Panzer-Brigade 101 in Arys (Wehrkreis I) zur Auffrischung der in Rumänien zerschlagenden 20. Panzer-Division verwendet. Der Stab der ehemaligen Panzer-Brigade 101 wurde dort in den Stab des Panzer-Regiments 21, die Panzer-Abteilung 2101 wurde die II. Abteilung des Panzer-Regiments 21 und das Panzergrenadier-Bataillon 2101 ein Jagd-Kommando.

## Gliederung
Erste Aufstellung (1941):
- Beutepanzer-Regiment 203
- Beutepanzer-Regiment 204

Zweite Aufstellung (1944):
- Panzer-Abteilung 2101 mit vier Kompanien
- Panzergrenadier-Bataillon 2101 mit drei Kompanien
- Brigade-Einheiten (Pionier-Kompanie) 2101

## Kommandeure
Erste Aufstellung (1941):
- Oberst Botho Elster

Zweite Aufstellung (1944):
- Oberst Meinrad von Lauchert: August/September 1944
- Major/Oberstleutnant Eberhard Zahn: September/Oktober 1944